# Никитенкова, Анна Сафоновна
А́нна Сафо́новна Никите́нкова (род. 1925) — доярка колхоза им. Дзержинского, Герой Социалистического Труда (1966).

## Биография
Родилась в 1925 году.
Работала дояркой в колхозе им. Дзержинского (село Скелеватое, Вольнянский район, Запорожская область), затем — заведующей животноводческой фермы. В период с 1959 по 1966 годы надоивала от каждой коровы по 5300 кг молока.
Депутат Верховного Совета УССР 5, 6 и 7 созывов. Член КПСС, делегат XXIII съезда КПСС.
После выхода не пенсию была персональным пенсионером союзного значения.

## Награды
- Герой Социалистического Труда (22.03.1966)
- два ордена Ленина